# Lijst van spelers van FC Cartagena
Op de lijst van spelers van FC Cartagena staan zowel de huidige als voormalige FC Cartagena-spelers vermeld.

## A
- Daniel Abalo Paulos "Dani Abalo"
- Antonio Nicolás Abenza "Abenza", (, Murcia, 20 maart 1991), Verdediger, seizoen 2014-201502, 20 (0)
- Giorgi Aboerdzjania
- Raúl Aguilar Félix, (, Toledo, 1 februari 1981), Verdediger, seizoen 2008-2009, 27 (2)
- Alberto Aguilar Leiva
- Martín Agirregabiria Padilla
- Sergio Aguza Santiago
- Isaac Aketxe Barrutia, (, Bilbao, 3 juni 1989), Aanvaller, seizoen 2017-2019, 81 (25)
- Kabiru Akinsola Olarewaju "Akinsola"
- Tomás Jesús Alarcón Vergara
- José Vicente Albelda Aliqués, (, La Pobla Llarga, 14 augustus 1973), Verdediger, seizoen 2001-2002, 2 (0)
- Pedro Alcalá Guirado
- Edgar Alcañiz Baldovi, (, Sueca, 18 maart 2005), Middenvelder, seizoen 2025-, 0 (0)
- Carlos Alcántara Cuevas, (, Zarandona, 1 februari 1985), Verdediger, seizoen 2007-2008, 12 (0)
- Julio Algar Pérez-Castilla, (, Madrid, 16 oktober 1969), Verdediger, seizoen 2000-2001, 35 (2)
- Imanol Alguacil Barrenetxea "Imanol", (, Orio, 4 juli 1971), Verdediger, seizoen 2001-2002, 15 (0)
- Manuel Almunia Rivero
- Diego Álvarez Argúelles "Prosi", (, Oviedo, 25 januari 1988), Middenvelder, seizoen 2014-2015, 35 (1)
- Hugo Álvarez Quintas, (, Vigo, 21 juni 1985), Verdediger, seizoen 2012-2013, 34 (2)
- Jesús Álvaro García, (, Icod de los Vinos, 1 december 1990), Verdediger, seizoen 2015-2019, 147 (8)
- Addison Alves de Oliveira, (, Brasilia, 20 maart 1981), Aanvaller, seizoen 2008-2009, 36 (9)
- Samuel Amador Cánovas "Samu", (, Pedro Andrés, ?), Verdediger, speler B-ploeg CD El Algar, seizoen 2014-2015, 1 (0)
- Pablo Ancos De Blas, (, Nambroca, 22 maart 1973), Doelman, seizoen 2001-2003, 36 (0)
- David Andújar Jiménez, (, Torrejón de Ardoz, 21 augustus 1991), Verdediger, seizoen 2019-202203, 72 (5)
- Víctor José Añino Bermúdez "Vitolo"
- Álvaro Antón Camarero
- Josu Arambarri Uribarren, (, Vitoria-Gasteiz, 5 juli 1979), Verdediger, seizoen 2003-2004, 30 (0)
- Joaquim Araújo Delgado "El Mago Quim", (, Barcelona, 10 maart 1988), Middenvelder, seizoen 2019-2020, 26 (2)
- Rui Filipe Araújo Moreira "Rui Moreira", (, Póvoa de Varzim, 31 mei 1996), Verdediger, seizoen 2018-2019, 6 (0)
- Ramón Arcas Cárdenas
- Óscar Arribas Pasero
- Alberto Artigas Iriarte, (, Pamplona, 14 augustus 1972), Aanvaller, seizoen 2001-2002, 23 (2)
- José Manuel Artiles Romero, (, Las Palmas de Gran Canaria, 10 juni 1993), Middenvelder, seizoen 201701-2017, 15 (0)
- Jaime Astrain Aguado, (, Madrid, 5 februari 1988), Verdediger, seizoen 2013-2014, 32 (0)
- Federico Antonio Astudillo, (, Córdoba, 6 januari 1981), Aanvaller, seizoen 2002-2003, 13 (2)
- Raúl Avis Jiménez "Uvi", (, Trujillo, 14 juli 1976), Middenvelder, seizoen 2003-2005, 68 (1)
- Sergio Ayala López, (, Sant Feliu de Llobregat, 19 maart 1993), Verdediger, seizoen 2018-2020, 53 (0)
- Iván Ayllón Descalzo, (, Valladolid, 4 mei 2001), Aanvaller, seizoen 2023-2024, speler B-ploeg, 19 (2)
- Lucas Ayrton Román "Pocho"
- Federico Xavier Azcárate Ochoa
- Ramon Azeez

## B
- Javier Ángel Balboa Osa
- Rubén Ballester Péramo, (, Cartagena, 18 september 1978), Doelman, seizoen 2000-2001, 3 (0)
- Juan Manuel Balsalobre Sanz "Titi", (, Los Alcázares, 24 juni 1993), Middenvelder, speler B-ploeg CD El Algar, seizoen 2015-2016, 1 (0)
- Sergio Javier Barila Martínez, (, Valencia, 15 maart 1973), Verdediger, seizoen 1998-2000, 44 (0)
- Juan Manuel Barrero Barrero "Juanma"
- Djakaria Barro "Djaka", (, Ivoorkust, 12 januari 2002), Middenvelder, speler B-ploeg, seizoen 2022-2024, 5 (0)
- Samuel Bayón, (, Vilassar de Mar, 15 maart 1983), Aanvaller, seizoen 200901-2009, 12 (1)
- Imanol Baz Berganza, (, Vitoria-Gasteiz, 27 januari 2001), Verdediger, seizoen 2025-, 0 (0)
- Ignacio Benítez Castañeda, (, Huelva, 29 december 1979), Middenvelder, seizoen 2007-2008, 13 (1)
- Diego Benito Rey, (, Madrid, 25 augustus 1988), Middenvelder, seizoen 201801-2018, 12 (0)
- Pedro Berruezo Bernal, (, Sevilla, 1 mei 1973), Middenvelder, seizoen 2002-2003, 25 (2)
- Rubén Blaya Cayuela, (, Cartagena, 6 april 1976), Aanvaller, seizoen 2001-2002, 14 (1)
- Richard Boateng
- Yann Bodiger
- Iván Bolado Palacios
- Christian Borrego Isabel "Chiki", (, Madrid, 5 oktober 1996), Aanvaller, seizoen 2025-, 0 (0)
- Ramón Borrell Iglesias, (, La Garriga, 21 januari 1981), Aanvaller, seizoen 2007-2008, 5 (0)
- Pedro Roberto Silva Botelho
- Pablo Antonio Box Martínez, (, Blanca, 18 september 1978), Middenvelder, seizoen 1998-2000, 46 (3)
- Miguel Ángel Brau Puente, (, Cartagena, 24 juni 1975), Middenvelder, seizoen 1999-2002, 78 (4)
- Salvador Brau Puente, (, Cartagena, 3 januari 1978), Aanvaller, seizoen 1999-2000, 1 (0)
- Julio Alberto Buffarini
- Marcin Bułka

## C
- Raúl Caballero Cabrera, (, Badalona, 3 december 1978), Aanvaller, seizoen 1999-2000, 15 (7)
- Juan Carlos Caballero Martín, (, Zaragoza, 29 september 1978), Doelman, seizoen 2005-2008, 80 (0)
- Pablo Nicolás Caballero Santos, (, Totoras, 21 juli 1986), Aanvaller, seizoen 2019-2020, 23 (5)
- Juan Manuel Cabrejo Pasantes, (, Camariñas, 26 mei 1975), Verdediger, seizoen 2005-2009, 136 (0)
- Jesús Cabrero Mora, (, Bolea gemeente dicht bij Huesca, 29 september 1978), Doelman, seizoen 200601-2007, 21 (0)
- Alejandro Cacho Hernández "Alex Cacho", (, Ágreda, 3 september 1987), Verdediger, seizoen 2013-201401, 16 (0)
- Gonzalo Cacicedo Verdú "Gonzalo Verdú"
- Carlos Calderón López, (, Almansa, 14 april 1995), Aanvaller, seizoen 2025-, 0 (0)
- Iván Calero Ruiz
- Roberto Camacho Naise, (, Cádiz, 30 december 1984), Aanvaller, seizoen 2005-2006, 2 (0)
- Martín Nicolás Camaño Martín, (, Las Rozas, 20 april 1985), Verdediger, seizoen 2006-2007, 8 (1)
- Moussa Camara, (, Guinee, 12 juni 1995), Aanvaller, seizoen 2017-2018, 30 (6)
- Edward Campbell Sutherland "Teddy", (, Londen, 28 maart 200), Aanvaller, Speler B-ploeg, seizoen 2020-2021, 6 (0)
- José David Campillo Gallego, (, Alguazas, 15 november 1983), Verdediger, seizoen 2003-2004, 8 (0)
- Francisco Campins Bauzá, "Campins", (, Montuïri, 10 mei 1990), Middenvelder, seizoen 2012-2013, 5 (0)
- Antonio Cañadas Zapata
- Alfonso Candelas Fernández, (, La Solana, 26 mei 1995), Verdediger, seizoen 2015-2016, 12 (0)
- Jonathan Carmona Álamo "Jony", (, La Unión, 25 september 2001), Aanvaller, seizoen 2023-2024, speler B-elftal, 21 (0)
- Carlos Carmona Bonet
- Rafael Caro Villagrán, (, Sevilla, 18 september 1976), Middenvelder, seizoen 2000-2001, 9 (0)
- Santiago Carpintero Fernández, (, León, 28 september 1976), Middenvelder, seizoen 1998-2000, 48 (3)
- Marco Carrascal García, (, Soto de la Marina, 11 april 2003), Verdediger, seizoen 2025-, 0 (0)
- Diego Carrasco Paredes, (, Cartagena, 20 maart 1981), Middenvelder, seizoen 2000-2002, 44 (1)
- José Manuel Carrasco Paredes "Coco", (, Cartagena, 22 februari 1978), Aanvaller seizoen 2000-2001, 10 (0)
- Jesús Manuel Carrillo Martínez, (, Alcantarilla, 11 mei 1999), Middenvelder, seizoen 2018-202001, 16 (0)
- David Casablanca Poyatos, (, El Masnou, 17 februari 1977), Verdediger, seizoen 1999-2000, 7 (0)
- Javier Casas Cuevas
- Francisco Casilla Cortés
- Juan Carlos Castilla Gomez
- Rubén Castro Martín
- Alberto Cayarga Fernández "Berto", (, Avilés, 17 september 1996), Middenvelder, seizoen 202001-2022, 83 (6)
- Juan Carlos Ceballos Pinto
- Fernando Cebrián Alarcón "Chito", (, Quintanar del Rey, 11 januari 1976), Verdediger, seizoen 200301-2003 en 2005-2008, 73 (3)
- Mamadou Cellou Diallo, (, Conakry, 5 januari 2002), Aanvaller, seizoen 2023-2024, speler filiaal, 1 (0)
- David Charcos Gastón, (, Montmeló, 9 mei 1975), Verdediger, seizoen 2007-2009, 25 (1)
- Alejandro Chavero Muñoz "Chavero", (, Barcelona, 15 februari 1984), Middenvelder, seizoen 2017-2018, 45 (5)
- Leandro Chichizola
- Pablo Clavería Herráiz
- Rafael Clavero Prados
- Óscar Clemente Mues, (, Adeje, 26 maart 1999), Middenvelder, seizoen 202501-2025, 18 (0)
- Rufino Mateo Collado Fernández "Rufo", (, Linares, 17 juni 1974), Verdediger, seizoen 1998-2002, 92 (1)
- Juan José Collantes Guerrero
- Eduardo Conget Salvatierra, (, Tudela, 22 juni 1977), Middenvelder, seizoen 2004-2006, 54 (4)
- Jorge Cordero Sánchez, (, Cartagena, 4 juni 1977), Middenvelder, seizoen 1998-1999, 1 (0)
- Miguel Ángel Cordero Sánchez
- Pedro Ignacio Cordero Sánchez, (, Cartagena, 17 augustus 1968), Middenvelder, seizoen 2000-2002, 46 (2)
- David Cordón Mesa, (, Madrid, 12 november 1975), Verdediger, seizoen 2000-2002, 54 (2)
- João Paulo Santos Costa, (, Barcelos, 2 februari 1996), Doelman, seizoen 2018-2019, 35 (0)
- Yacouba Coulibaly, (, Bobo-Dioulasso, 2 oktober 1994), Verdediger, seizoen 202103-2021, 2 (0)
- Álex Craninx
- Sebastián Carlos Cristóforo Pepe
- Rubén Cruz Gil
- Pablo Cuñat Campos, (, Valencia, 28 april 2002), Doelman, seizoen 2024-2025, 35 (0)
- Pascal Cygan

## D
- Renato Da Silva, (, Itaberai, 6 mei 1997), Aanvaller, seizoen 2016-2017, Speler B-ploeg, 1 (0)
- Toni Datković
- Mohammed Dauda
- Pablo De Blasis
- William De Camargo, (, São José do Rio Preto, 1 juni 1999), Aanvaller, seizoen 2019-202101, 34 (3)
- Alberto de la Bella
- Lautaro de Léon Billar, ( , Montevideo, 9 februari 2001), Aanvaller, seizoen 2023-202401, 14 (0)
- Enrique de Lucas
- Diego De Pedro Marroquí, (, Almoradí, 3 februari 2003), Middenvelder, speler B-ploeg, seizoen 2021-2022, 1 (0)
- Vinicius Rodolfo de Souza Oliveira "Vinicius Tanque", (, Queimadoseto, 27 maart 1995), Aanvaller, seizoen 202001-2021, 5 (2)
- Lucas De Vega Lima, ( , Fortaleza, 16 januari 2000), Middenvelder, seizoen 2019-2020, 20 (1)
- José Miguel Del Álamo Méndez, (, Murcia, 2 maart 1979), Doelman, seizoen 2000-2001, 16 (0)
- Javier Delgado Fernández, (, Sion, 20 mei 1985), Middenvelder, seizoen 2002-2003, 32 (1)
- Javier Delgado López, (, Santa Coloma de Gramenet, 3 juli 1972), Middenvelder, seizoen 1998-2001, 66 (2)
- Dimas Delgado Morgado
- Julián Javier Delmás Germán
- Isidro Díaz Bernabé, (, Valencia, 15 mei 1972), Middenvelder, seizoen 199901-1999, 16 (1)
- José Díaz Sánchez "Pepe Diaz", (, Almodóvar del Río, 20 april 1980), Aanvaller, seizoen 2002-2003, 24 (3)
- Jhafets Christ Dick Reyes "Jhafets", (, Murcia, 16 september 2006), Doelman, speler B-ploeg, seizoen 2024-, 2 (0)
- José Luis Diezma Izquierdo, (, Madrid, 22 september 1968), Doelman, seizoen 2003-2004, 37 (0)
- Alejandro Domingo Gomez "Neskes", (, Granada, 22 november 2001), Middenvelder, speler B-ploeg, seizoen 2021-2023, 32 (0)
- José Antonio Domínguez Becerra, (, Málaga, 8 december 1971), Verdediger, seizoen 2001-2002, 19 (0)
- Enrico Dueñas Hernández
- Sergio Dueñas Ruiz "Moyita", (, Osuna, 11 september 1992), Middenvelder, seizoen 2018-2019, 36 (5)

## E
- Juvenal Edjogo-Owono
- Salim El Jebari El Hannouni, ( , Madrid, 5 februari 2004), Aanvaller, seizoen 202501-2025, 16 (2)
- Adalberto Eliécer Carrasquilla "Coco", (, Panama-Stad, 28 november 1998), Middenvelder, seizoen 2019-2022, 49 (1)
- Úmaro Embaló
- Aarón Escandell Banacloche
- Daniel Escobar García "Dani", (, San Javier, 5 april 1995), Verdediger, speler B-ploeg CD El Algar, seizoen 2014-2015, 1 (0)
- Daniel Escriche Romero, (, Burriana, 24 maart 1998), Aanvaller, seizoen 2024-2025, 37 (0)
- Ibán Espadas Zubizarreta, (, Tolosa, 4 augustus 1978), Aanvaller, seizoen 1998-2000, 44 (6)
- Gladestony Estevão Paulino da Silva, (, Bebedouro (São Paulo), 5 augustus 1993), Middenvelder, seizoen 201602-2016, 4 (0)
- Marcos Estruch Martínez, (, Gandia, 14 september 1973), Aanvaller, seizoen 2000-2002, 51 (17)
- Yan Brice Eteki
- José Javier Etxarri Sanz, (, Estella, 12 mei 1978), Verdediger, seizoen 2005-2006, 11 (0)
- Markel Etxeberria Mendiola, (, Erandio, 15 februari 1995), Verdediger, seizoen 2019-2020, 4 (0)
- Xabier Etxeita Gorritxategi
- Unai Exposito Medina

## F
- Miguel Falcón Garcia-Ramos
- Marco Antonio Farisato Ferro, (, Caracas, 30 januari 1998), Aanvaller, seizoen 2017-201712, 6 (0)
- Julien Fernandes Almeida "Julien"
- José Carlos Fernández Vázquez "José Carlos"
- Marcos Fernández
- Sergio Fernández Álvarez, (, León, 9 februari 1975), Verdediger, seizoen 1999-2000, 24 (0)
- Mario Fernández Cuesta
- Víctor Manuel Fernández Gutiérrez "Victor"
- José Antonio Fernández Martínez "Tote", (, Murcia, 3 januari 1996), Middenvelder, (speler B-ploeg), seizoen 2017-2018, 1 (0)
- Rafael Fernández Rodríguez, (, Córdoba, 3 juni 1977), Middenvelder, seizoen 1999-2000, 9 (0)
- Daniel Fernández Veiras, (, Montevideo, 11 mei 1969), Verdediger, seizoen 1998-1999, 26 (1)
- David Ferreiro Quiroga
- Francisco Feuillassier Abalo "Franchu", (, Mar del Plata, 12 mei 1998), Middenvelder, seizoen 2022-2023, 29 (3)
- Alejandro Fidalgo González "Alex", (, Ourense, 15 mei 2001), Middenvelder, seizoen 2025-, 0 (0)
- Pedro Filipe Figueiredo Rodrigues "Pêpê"
- Thierry Alain Florian Taulemesse
- Adama Fofana, (, Ivoorkust, 5 april 1996), Middenvelder, speler B-ploeg (CD El Algar, FC Cartagena B 16 (5)), seizoen 2015-2020, 6 (0)
- Héctor Font Romero
- José Manuel Fontán Mondragón
- David Forniés Aquilino, (, Elche, 6 februari 1991), Verdediger, seizoen 2019-2021, 52 (2)
- Imanol Franco Barrena "Manu", (, Larrabetzu, 20 januari 1973), Verdediger, seizoen 2004-2005, 25 (0)
- David Franch Conejero, (, Burriana, 25 april 1978), Middenvelder, seizoen 2000-2002, 64 (8)
- Jorge Ciro Fucile Perdomo
- Toni Fuidias Ribera, (, Berga, 15 april 2001), Doelman, seizoen 2024-2025, 5 (0)

## G
- Andoitz Galdós Gabas, (, Llodio, 11 april 1985), Middenvelder, seizoen 2005-2007, 7 (0)
- Alejandro Gallar Falguera "Álex Gallar"
- Álvaro García Cantó
- Ignacio García Cintado, (, Jerez de la Frontera, 24 juni 1974), Verdediger, seizoen 2002-2003, 11 (0)
- Iván García Cortés "Miner", (, Gijón, 3 juni 1971), Middenvelder, seizoen 1998-1999, 17 (1)
- Sergio García de la Iglesia, (, Zamora, 8 augustus 1989), Middenvelder, seizoen 2015-2017, 66 (8)
- Miguel Ángel García Fernández "Migue", (, Ecija, 26 augustus 1990), Aanvaller, seizoen 2014-2015, 28 (2)
- Luis Alberto García Pacheco, (,Barranquilla, 20 maart 1998), Doelman, seizoen 2025-, 0 (0)
- Alberto Javier García Pérez, (, Elda, 13 januari 1971), Aanvaller, seizoen 1996-2002, 212 (61)
- José Antonio García Rabasco "Verza"
- Ignacio García Rodríguez "Nacho García", (, Avilés, 20 november 1975), Middenvelder, seizoen 2004-2005, 31 (4)
- Moisés García Rosa, (, Sevilla, 31 oktober 1989), Verdediger, seizoen 2015-2019, 127 (6)
- Marco Antonio García Ruiz, (, Sevilla, 14 augustus 1978), Middenvelder, seizoen 2005-2007, 58 (8)
- José García Sánchez, (, Águilas, 9 maart 1977), Aanvaller, seizoen 2003-2004, 31 (5)
- José Ignacio García Sendín "Iñaki", (,Bilbao, 20 november 1969), Doelman, seizoen 2004-2004, 26 (0)
- Alejandro García Torre, (, Gijón, 13 januari 1984), Doelman, seizoen 2007-2008, 14 (0)
- Luis Miguel Garrido Santos, (, Valladolid, 18 juni 1972), Verdediger, seizoen 1998-2000, 58 (3)
- José Luis Garzón Muñoz, (, Sabadell, 22 augustus 1974), Aanvaller, seizoen 2000-2001, 26 (3)
- Manuel Gaspar Haro "Manolo Gaspar"
- Jaime Gavilán
- Antonio Gavilán Gálvez, (, Córdoba, 26 december 1983), Verdediger, seizoen 2003-2004, 8 (0)
- Ignacio Gil de Pareja Vicent
- Asier Goiria Etxebarria
- José Antonio Gómez Casado, (, Barcelona, 27 maart 1980), Middenvelder, seizoen 2003-2004, 19 (0)
- Leoncio Gómez Celdrán "Leo", (, Cartagena, 9 december 1979), Verdediger, seizoen 1997-2001 en 2005-2009, 138 (4)
- Daniel Gómez López "Dani"
- Raúl Goni Bayo
- Sergio Gontán Gallardo "Keko"
- José Miguel González "Josemi"
- Mariano González Maroto "Nano"
- Álvaro González Méndez, (Huelva, 8 december 1991), Middenvelder, seizoen 2017-201801, 16 (0)
- Hugo González Sotos, (, Valencia, 7 februari 2003), Aanvaller, seizoen 2024-202502, 20 (0)
- Juan Diego González-Vigil
- Alain González Villanueva "Alain", (, Bilbao, 8 oktober 1977), Verdediger, seizoen 2004-2005, 35 (0)
- Diego Hugo Gottardi, (, Buenos Aires, 13 maart 1982), Middenvelder, seizoen 2004-2005, 17 (1)
- Julio Gracia Gallardo, (, El Saucejo, 12 februari 1998), Middenvelder, seizoen 2018-2019, 33 (3)
- Enrique Granados Vázquez, (, Orihuela, 9 februari 1983), Middenvelder, seizoen 2004-2005, 2 (0)
- Sergio Guerrero Romero "Mini", (, Alameda, 13 januari 1999), Middenvelder, seizoen 2024-2025, 38 (1)
- Marcos José Guill Crespo, (, Elda, 28 april 1984), Middenvelder, seizoen 2004-2007, 20 (0)
- Miguel Guirao Cano, (, Murcia, 5 februari 1996), Aanvaller, seizoen 2016-2017, 0 (0)
- Orlando Gutiérrez Callejo, (, Laredo, 18 maart 1976), Verdediger, seizoen 2005-2008, 98 (3)

## H
- Jack Harper
- Juan Luis Hens Lorite
- Adrián Hernández García, "Adrián Rivo", (, Cartagena), Aanvaller, seizoen 2007-2008, 2 (0)
- Jesús Hernández Mesas, (, Madrid, 29 december 2003), Verdediger, seizoen 2024-2025, 5 (0)
- Manuel Herrera López "Súper", (, Marchenna, 21 november 1991), Verdediger, seizoen 201401-2014, 14 (0)
- Jesus Maria Herrero Gomez
- Francisco Javier Hervás Calle "Ico", (, Ciudad Real, 4 februari 1978), Verdediger, seizoen 2002-2003, 19 (0)
- Juan José Hervías Beorlegui, (, Zaragoza, 3 juni 1983), Verdediger, seizoen 2004-2005, 1 (0)
- Hector Hevel
- Jesús Hevia Rodríguez "Chus Hevia", (, Oviedo, 30 november 1989), Middenvelder, seizoen 2014-2015, 32 (12) en seizoen 201601-201701, 34 (6)
- Mariano Hoyas de la Cruz, (, Plasencia, 19 september 1970), Verdediger, seizoen 2002-2003, 34 (0)
- Aitor Huegun Etxeberria, (, San Sebastian, 9 augustus 1972), Aanvaller, seizoen 2002-2003, 36 (10)

## I
- Víctor Ibañez Pascual, "Víctor", (, Barcelona, 21 april 1989), Doelman, seizoen 2012-2013, 32 (0)
- Iván Iglesias Corteguera, (, Gijón, 16 december 1971), Middenvelder, seizoen 2002-2003, 20 (0)
- Arturo Igoroin Sanjurjo "Sivori", (, Vitoria, 14 september 1976), Aanvaller, seizoen 2003-2008, 173 (37)
- Carlos Indiano de Marcos, (, Madrid, 14 september 1988), Middenvelder, seizoen 201601-2016, 9 (0)
- Martín Irazoki Zozaia, (, Lesaka, 4 maart 1976), Middenvelder, seizoen 2003-2004, 13 (0)
- Carlos Isach Ramos, (, Vila-real, 24 november 1978), Middenvelder, seizoen 2003-2005, 46 (9)
- Pablo Eduardo Islas Ranieri, (, Buenos Aires, 19 februari 1979), Aanvaller, seizoen 2004-2005, 6 (0)
- Jairo Izquierdo González

## J
- Isak Jansson
- Santiago Jara Collado "Santi Jara", (, Almansa, 2 februari 1991), Aanvaller, seizoen 2018-2020, 53 (11)
- Nil Jiménez Berral, , Barcelona, 24 april 2000), Verdediger, seizoen 2025-, 0 (0)
- Sergio Jiménez García
- Álex Jiménez, (, Sanlúcar de Barrameda, 1994), Middenvelder, seizoen 2015-2016, 6 (0)
- Alexis Jiménez Medina, (, Salobreña, 19 augustus 1982), Middenvelder, seizoen 2003-2004, 7 (0)
- Diego Jóhannesson Pando "Diegui"
- José Jordà Ferrandiz "Barselleta", (, Cocentaina, 14 november 1974), Middenvelder, seizoen 2000-2001, 18 (1)
- Đorđe Jovanović
- Uriel Jové Balero, (, , Carmen de Patagones, 29 juli 1999), Verdediger, Speler B-ploeg, seizoen 2019-2023, 5 (0)
- Miguel Juan Llambrich "Miguelón", , Benidorm, 18 januari 1996), Verdediger, seizoen 202301-2023, 2 (0)
- José Ángel Jurado de la Torre
- Marc Jurado Gómez, (, Sabadell, 13 april 2004), Verdediger, seizoen 2025-, 0 (0)

## K
- Andy Kawaya
- Gorka Kijera Salaberría
- Lleshi Kleandro, (, Tirana, 9 oktober 1999), Middenvelder, seizoen 2020-2021, 3 (0)
- Marcelo Daniel Kobistij, (, Morón, 23 februari 1972), Verdediger, seizoen 2003-2004, 13 (1)
- Jon Kortina Bertol, (, Bilbao, 15 mei 1972), Middenvelder, seizoen 2000-2001, 16 (3)
- Owusu Kwabena, (, Accra, 18 juni 1997), Aanvaller, seizoen 201801-2018, 20 (1)

## L
- Federico Horacio Laens Martino "Fede", (, Montevideo, 14 januari 1988), Aanvaller, seizoen 2015-2016, 25 (3)
- Ander Lafuente Aguado
- Pablo Guido Larrea Gambara, (, Madrid, 4 februari 1994), Middenvelder, seizoen 2025-, 0 (30)
- José David Larrosa Martínez, (, Murcia, 6 augustus 1973), Verdediger, seizoen 2003-2004, 24 (2)
- Mauricio Pedro Levato, (, Buenos Aires, 12 september 1979), Aanvaller, seizoen 2004-2005, 6 (0)
- Raúl Lizoain Cruz
- Miguel Juan Llambrich "Miguelón", (, Benidorm, 18 januari 1996), Verdediger, seizoen 202301-2023, 2 (0)
- Fernando Llorente Mañas
- Luca Löhr, (, Almería, 19 augustus 2002), Verdediger, seizoen 2025-, 0 (0)
- Antonio Longás
- Carlos Tornero López De Lerma "De Lerma", (, San Vicente de Alcantara, 7 oktober 1984), Middenvelder, seizoen 2013-2014, 41 (3)
- José Manuel López Gaspar, (, Cáceres, 12 juli 1987), Middenvelder, seizoen 201801-2018, 9 (1)
- Miguel López Gómez, (, Albacete, 2 april 1988), Verdediger, seizoen 2008-2009, 1 (0)
- Antonio José López Martínez, (, Puerto Lumbreras, 5 september 1989), Verdediger, seizoen 2018-2019, 13 (1)
- Germán López Pavón "German", (, Córdoba, 21 augustus 1986), Verdediger, seizoen 2014-2015, 39 (0)
- Pedro Jesús López Pérez de Tudela, (, Cartagena, 25 augustus 1983), Verdediger, seizoen 2000-2001, 9 (0) en 2004-2005, 15 (0)
- Eric López Royo, (, Barcelona, 1 april 1993), Middenvelder, seizoen 2013-201401, 4 (0)
- Carlos López Sánchez, (, Madrid, 22 juli 1979), Middenvelder, seizoen 2002-2003, 7 (0)
- Cristian López Santamaría
- José Manuel Lorenzo Gutiérrez "Josema", (, Cartagena, 24 april 1984), Aanvaller, seizoen 2002-2003, 1 (0)
- Natalio Lorenzo Poquet, (, Canals, 18 juni 1984), Aanvaller, seizoen 2005-2006, 33 (5)
- Luis Miguel Loro Santiago, (, Fuenlabrada, 4 september 1979), Middenvelder, seizoen 2006-2006, 12 (0)
- Sergio Lozano Lluch, (, Benimuslem, 24 maart 1999), Middenvelder, seizoen 2020-202012, 5 (0)
- Armando Lozano Sánchez
- Mauro Lucero Calabuig, (, Alicante, 5 maart 1996), Verdediger, seizoen 2017-2020, 1 (1)
- Cristiano Luis Alves dos Santos, "Cristiano Luis", (, Felgueiras, 5 oktober 1990), Middenvelder, seizoen 2012-201301, 3 (0)
- Daniel Andrés Luna García, (, Cali, 7 mei 2003), Middenvelder, seizoen 202502-2025, 17 (3)
- Antonio Manuel Luna Rodríguez
- Jorge Luque García "Jorge Luque", (, Córdoba, 8 maart 1981), Middenvelder, seizoen 2014-2016, 64 (2)
- Pablo Lusarreta Zabalza, (, Pamplona, 4 september 1976), Middenvelder, seizoen 2006-2008, 55 (5)

## M
- Luis Carlos Machado Mata "Luis Mata", (, Porto, 6 juli 1997), Verdediger, seizoen 2018-2019, 17 (0)
- José Ndong Machín Dicombo "Pepín", (, Bata, 14 augustus 1996), Middenvelder, seizoen 202501-2025, 13 (1)
- Sergio Magano Canti, (, Madrid, 12 juni 1964), Verdediger, seizoen 1998-2000, 40 (1)
- Francisco José Maldonado Collante
- Alberto Agustín Manga Magro, "Alberto Manga"
- José Antonio Manzanares Pérez, (, Murcia, 21 februari 1993), Doelman, seizoen 2014-2016, 2 (0)
- Francisco Javier Manzano Pallarés, (, Cartagena, 22 januari 1976), Verdediger, seizoen 1995-2001, 184 (3)
- Damián Marcelo Musto
- Ismael Marín Marín "Urzaiz", (, Caravaca de la Cruz, 5 januari 1990), Middenvelder, seizoen 2012-2013, 26 (0)
- José Antonio Marín Robles "Robles", (, Sabadell, 14 augustus 1970), Doelman, seizoen 1998-1999, 2 (0)
- David Marín Rosique, (, Cartagena, 16 juni 1981), Middenvelder, seizoen 2000-2001, 1 (0)
- Mickaël Marsiglia, (, La Ciotat, 25 december 1975), Middenvelder, seizoen 200401-2004, 0 (0)
- Eloy Martín Barreto, (, El Paso, 14 november 1979), Middenvelder, seizoen 2008-2009, 31 (0)
- Fernando Martín Carreras
- Cristo Martín Hernández
- Marcos Martín Ortega, (, San Martín de la Vega, 4 februari 1986), Verdediger, seizoen 2007-2008, 1 (0)
- José Alejandro Martín Valerón "Álex Martín", (, Las Palmas de Gran Canaria, 25 januari 1998), Verdediger, seizoen 2019-202102, 29 (2)
- Rubén Martínez Andrade "Rubén"
- Marc Martínez Aranda
- Luis Martínez Arasa, (, Madrid, 10 november 1975), Middenvelder, seizoen 2000-2001, 3 (0)
- Jordi Martínez Filva, (, Montmeló, 11 februari 1977), Aanvaller, seizoen 2001-2002, 17 (0)
- Alejandro Martínez Flores "Checo", ( , San Javier, 16 december 2004), Middenvelder, Speler B-ploeg seizoen 2025-, 1 (0)
- Carlos Leopoldo Martínez Garrido "Carlos Martínez", (, Córdoba, 10 februari 1989), Aanvaller, seizoen 2014-2015, 32 (4)
- Francisco Martínez Jiménez "Keko", (, Barcelona, 15 juni 1973), Aanvaller, seizoen 1998-2000, 71 (33)
- José Ignacio Martínez García "Nacho"
- Iván Martínez Marques, (, Ágreda, 19 februari 2002), Doelman, seizoen 2025-, 0 (0)
- Juan José Martínez Martínez "Juanjo", (, Jumilla, 9 oktober 1977), Middenvelder, seizoen 1999-2000, 30 (2)
- Oscar-Berenguer Martinez Rodriguez, (, A Coruña, 2 oktober 1989), Middenvelder, (speler B-ploeg), seizoen 2017-2018, 1 (0)
- Luis Martínez Ruiz, (, Cartagena, 23 juli 1981), Middenvelder, seizoen 2002-2003, 1 (0)
- Iván Martos Campillo, (, Manresa, 15 mei 1997), Verdediger, seizoen 202301-2023, 16 (1)
- Oscar Mateo Ortuño, (, Cartagena, 1 september 1987), Doelman, seizoen 2007-2009, 1 (0)
- Enric Maureta Oliver, (, Figueres, 28 februari 1985), Middenvelder, seizoen 2007-2008, 7 (0)
- Daniel Marcelo Mayo Campasso, (, Vicente López, 28 november 1972), Verdediger, seizoen 2000-2001, 3 (0)
- Antonio Megías Gaspar "Megías", (, Murcia, 3 juli 1984), Aanvaller, seizoen 2013-2014, 42 (8)
- Josua Antonio Mejías García, (, Valencia, 9 juni 1997), Verdediger, seizoen 2017-2018, 29 (0) en 201901-2019, 11 (0)
- Tomás Mejías Osorio, (, Madrid, 30 januari 1989), Doelman, seizoen 202402-2024, 2 (0)
- José María Mena García, (, Talavera de la Reina, 28 september 1978), Aanvaller, seizoen 2008-2009, 31 (6)
- Joaquín Menéndez Loureiro "Quinin", (, Cartagena, 19 augustus 1983), Verdediger, seizoen 2002-2004, 25 (0)
- Juan Carlos Menudo Dominguez "Menudo", (, Sevilla, 18 juni 1991), Aanvaller, seizoen 2013-2014, 44 (10) en 2015-2016, 38 ( 7)
- Alberto Merino Sánchez, (, La Línea de la Concepción, 2 mei 1975), Verdediger, seizoen 2004-2006, 69 (3)
- Alejandro Millán Iranzo
- Adolfo Miranda Araujo "Fito Miranda", (, Barcelona, 14 oktober 1989), Middenvelder, seizoen 2018-2019, 38 (5)
- Elías Molina-Prados "Elías", (, Herencia, 16 februari 1982), Middenvelder, seizoen 2005-2007, 62 (3)
- Xavier Molist Berga, (, Girona, 6 februari 1977), Aanvaller, seizoen 2005-2008, 112 (35)
- Carlos Molina Segura, (, Cartagena, 30 april 1991), Doelman, seizoen 2012-2013, 1 (0)
- Cléber Monteiro de Oliveira "Cléber"
- Alvaro Montero Fernandez, (, Madrid, 28 augustus 1988), Aanvaller, seizoen 2015-201601, 16 (3)
- Antonio Moral Segura
- Marcos Morales, (, Madrid, 18 april 1995), Doelman, seizoen 2016-2018, 30 (0)
- Raúl Morales Durán, (, Mérida, 7 september 1983), Middenvelder, seizoen 2004-2005, 5 (0)
- Simón Moreno Barroso, (, Cartaya, 2 juli 1997), Aanvaller, seizoen 2020-202102, 11 (0)
- Diego Moreno Garbayo, (, Cintruénigo, 21 juni 2001), Verdediger, seizoen 202401-2024, 15 (0)
- Carlos David Moreno Hernández "Carlos David"
- Juan Moreno Fernández
- Juan Carlos Moreno Rodríguez
- Jorge Moreno San Vidal, (, Tres Cantos, 25 juli 2001), Verdediger, seizoen 2024-2025, 26 (0)
- Juan José Morillas Pedreño, (, Murcia, 23 mei 1981), Verdediger, seizoen 2002-2003, 22 (0) (later professor UCAM en nutritionist AS Monaco en PSG)[1]
- Manuel Moyá Atencia "Manolo", (, Palma de Mallorca , 21 november 1973), Aanvaller, seizoen 1998-2000, 28 (7)
- Víctor Moya Martínez "Chuca", (, Jacarilla, 10 juni 1997), Middenvelder, seizoen 2025-, 0 (0)
- Pablo Moyá Vega, (, Cala Millor, 16 februari 2005), Verdediger, seizoen 2025-, 0 (0)
- José Manuel Muñoz Castaño, "Zurdo", (, Arcos de la Frontera, 12 oktober 1981), Verdediger, seizoen 2013-2014, 28 (1)
- Alfonso Muñoz García, (, Madrid, 6 september 1974), Verdediger, seizoen 2003-2004, 30 (1)
- Juan Miguel Muñoz Rodríguez "Juanmi", (, La Alberca, 6 april 1982), Verdediger, seizoen 2003-2005, 32 (2)
- Iñaki Muñoz Oroz
- Delfin Octavio Muñoz Puig "Delfin", (, Muro de Alcoy, 9 augustus 1994), Verdediger, speler B-ploeg CD El Algar, seizoen 2014-2015, 2 (0)

## N
- Daniel Nadal Boscadas, "Dani", (, Cartagena, 2 juli 1993), Aanvaller, seizoen 2012-201401, speler B-ploeg, 2 (0)
- Juan José Narváez Solarte "Juanjo"
- Antonio Navarro Soriano, "Navarro", (, Novelda, 5 augustus 1983), Verdediger, seizoen 2012-2013, 39 (1)
- Assane Ndiaye Dione, (, Palma, 10 oktober 1999), Middenvelder, seizoen 202501-2025, 16 (0)
- Nacho Neira Pedraja "Nacho Neira", (, Santoña, 16 november 1986), Verdediger, seizoen 2014-201501, 15 (0)
- Braulio Nóbrega Rodríguez
- Francisco Nogueira Maneiro "Fran", (, El Hierro, 4 augustus 1972), Aanvaller, seizoen 2004-2005, 15 (1)
- Rafael Leonardo Núñez Mata, , Bonao, 25 januari 2002), Middenvelder, seizoen 202501-2025, 13 (1)

## O
- Jorge Ocaña Pérez "Jordi", (, Santa Cruz de Tenerife, 17 oktober 1978), Middenvelder, seizoen 2004-2005, 30 (2)
- Shinji Okazaki
- Francisco José Olivas Alba "Kiko"
- Òscar Ollés Lleonart, (, Barcelona, 24 mei 1976), Aanvaller, seizoen 1999-2000, 3 (0)
- Pedro Orfila Artime
- Asier Ormazabal Larizgoitia, (, Bilbao, 21 oktober 1982), Verdediger, seizoen 2007-2008, 28 (0)
- Javier Ortega Ortega, (, Sevilla, 20 oktober 1977), Verdediger, seizoen 2005-2006, 16 (0)
- Pablo Ortiz Fernández, (, Jaén, 13 mei 1994), Middenvelder, seizoen 2016-201701, 8 (0)
- Arnau Ortiz Sánchez, (, Figueres, 29 oktober 2011), Aanvaller, seizoen 202401-2024, 14 (0)
- Alfredo Ortuño Martínez

## P
- Jordi Pablo Ripollés
- Igor Paim Sganderla, ( São Lourenço do Oeste, 5 november 1997), Middenvelder, seizoen 2018-2019, 12 (0)
- Ignacio Pais Mayán, ( Quilmes, 30 mei 2000), Middenvelder, Speler B-ploeg, seizoen 2022-2023, 1 (0)
- Pablo Pallarés Marzo, (, Gandia, 16 april 1987), Aanvaller, seizoen 2014-201501, 14 (1)
- Raúl Pareja León, ( Palma de Mallorca, 12 november 1974), Verdediger, seizoen 2003-2004, 27 (2)
- José Palau Mira "Pepe", ( Ibi, 24 februari 1994), Middenvelder, seizoen 2015-2016, 11 (0)
- Abraham Paz Cruz
- Héctor Peláez Valdés, (, Cangas del Narcea, 20 januari 1978), Aanvaller, seizoen 2003-2004, 33 (1)
- Esteve Peña Albons, ( Portocolom, 26 april 1997), Doelman, seizoen 2019-2021, 2 (0)
- Daniel Perejón Cera, ( Sanlúcar la Mayor, 24 mei 1999), Verdediger, seizoen 2025-, 0 (0)
- Jose Maria Perez Garcia "Farru", ( Lorca, 25 februari 2001), Verdediger, Speler B-ploeg, seizoen 2021-2023, 7 (0)
- Salvador Pérez Martínez "Salva Chamorro"
- Daniel Pérez Moreno "Tonino"
- Alberto Pérez Quintana, ( Cádiz, 29 april 1996), Middenvelder, seizoen 2016-201612, 6 (0)
- Jorge Perona García
- Enric Pi Sola, (, Granollers, 20 mei 1983), Aanvaller, seizoen 2005-2006, 2 (0)
- Walter Reinaldo Pico, (, Haedo, 18 maart 1969), Middenvelder, seizoen 1999-2000, 9 (0)
- José Antonio Picón Sedano, ( Santander, 13 maart 1988), Verdediger, seizoen 201401-2014, 14 (0)
- Leomar Jose Pinto Blanco, ( Caracas, 17 maart 1997), Middenvelder, Speler B-ploeg, seizoen 2019-2020, 1 (0)
- Juan Ignacio Piombo, ( Buenos Aires, 12 april 1982), Middenvelder, seizoen 2004-2005, 3 (0)
- Ayoze Placeres Delgado, ( Santa Cruz de Tenerife, 31 juli 1991), Verdediger, seizoen 2015-2016, 26 (2)
- Gonzalo Poley González, ( Cádiz, 1 april 1999), Middenvelder, seizoen 2017-201801, 11 (0)
- Xavier Pons Foncillas, ( Lorca, 14 november 2000), Middenvelder, Speler B-ploeg, seizoen 2021-2022, 2 (0)
- Darío Poveda Romera, (, San Vicente del Raspeig, 13 maart 1997), Aanvaller, seizoen 202301-2023, 15 (3), 202402-2024, 18 (3)
- Javier Prieto Castro, ( O Grove, 14 februari 1968), Verdediger, seizoen 1998-1999, 28 (0)
- Jérôme Prior
- Julio Puig Gavira, ( Cádiz, 15 april 1977), Verdediger, seizoen 2004-2005, 30 (1)

## Q
- Alberto Abdiel Quintero Medina
- Álvaro Queijeiro Pintos, ( A Coruña, 25 februari 1993), Middenvelder, seizoen 2018-201801, 2 (0)

## R
- José Ráez Carretero, (, Albacete, 26 maart 1980), Verdediger, seizoen 2002-2002, 8 (0)
- Nicolás Raimondi Schiaffarino
- Romain Rambier, (, Montpellier, 29 augustus 1981), Verdediger, seizoen 2004-2005, 29 (1)
- Francisco Ramírez González "Kiko", (, Tarragona, 14 april 1970), Aanvaller, seizoen 1998-1999, 7 (0)
- Óscar Ramírez Martín
- Antonio Jesús Ramos Rincón "Gato", (, Loja, 22 februari 1989), Middenvelder, seizoen 2014-2015, 37 (4)
- Juan Carlos Real Ruiz
- Alejandro Rebollo Ceñal
- Luis Miguel Redondo Fernández "Luismi", (, Plasencia, 4 februari 1998), Aanvaller, seizoen 2025-, 0 (0)
- Antonio Jesús Regal Angulo "Antoñito"
- Jesús Reguillos Moya "Limones"
- Manuel Reina Rodríguez
- Rafael Requena Gallardo, ( La Victoria, 3 februari 1979), Middenvelder, seizoen 2002-2003 34 (0)
- Jean-Pierre Patrick Rhyner Pebe
- Miguel Ángel Riau Ferragut
- Sebastián Ribas
- Óscar Rico Lomas
- Mikel Rico Moreno
- Riga Mustapha
- José Antonio Ríos Reina, (, Sevilla, 10 mei 1990), Verdediger, seizoen 2024-202502, 20 (0)
- Iosu Rivas Carranza, (, San Sebastian, 20 januari 1983), Verdediger, seizoen 2005-2007, 30 (0)
- Carlos Rivera Ruiz, (, Córdoba, 6 november 1977), Middenvelder, seizoen 2003-2004, 34 (0)
- Enrique Rivero Pérez
- Miquel Robusté Colomer
- David Mateos Rocha, (, Cáceres, 7 februari 1985), Middenvelder, seizoen 2007-2008, 13 (2)
- Jonathan Rodríguez Menéndez "Jony"
- Hugo Rodríguez Romero, ( Jerez de la Frontera, 30 december 1989), Middenvelder, seizoen 2017-2018, 44 (4)
- Óscar Rodríguez Antequera, (, Sevilla, 17 april 1984), Verdediger, seizoen 2006-2007, 15 (0)
- José Manuel Rodríguez Cortés "Pía", (, Almería, 17 april 1984), Middenvelder, seizoen 1998-1999, 11 (0)
- Roberto Rodríguez Durán, (, Ferrol, 15 december 1979), Verdediger, seizoen 2006-2007, 10 (0)
- David Rodríguez Encinas "Koeman", (, Salamanca, 18 juli 1984), Aanvaller, seizoen 200801-2008, 13 (5)
- Marcos Rodríguez Fernández, (, Marín, 7 januari 1984), Middenvelder, seizoen 2012-2014, 62 (0)
- José Luis Rodríguez Loreto, ( Sevilla, 10 februari 1971), Aanvaller, seizoen 2003-2004, 39 (4)
- Raúl Rodríguez Navas
- Fernando Rodríguez Ortega "Fernando"
- Ignacio Rodríguez Ortiz "Nacho Rodríguez", ( Laredo, 11 november 1982) Aanvaller, seizoen 2003, 12 (0)
- Carlos Rodríguez Peña "Chicha", (, Jerez de la Frontera, 13 maart 1976), Middenvelder, seizoen 2002-2003, 29 (2)
- Arturo Juan Rodríguez Pérez-Reverte "Arturo"
- José Andrés Rodríguez Gaitán, (, Almuñécar, 30 januari 1990), Middenvelder, seizoen 202401-2025, 60 (6)
- David Simón Rodríguez Santana "David Simón"
- Jesús Rodríguez Tato "Tato"
- René Román Hinojo, "René", (, El Bosque, 15 december 1983), Doelman, seizoen 2012-201208, 1 (0)
- Jaime Romero Gómez
- David Romero Paredes "Biri", (, Moaña, 17 januari 1975), Middenvelder, seizoen 2000-2001, 30 (7)
- José María Romero Pérez "Hugo", (, Alhama de Almería, 4 april 1981), Middenvelder, seizoen 2003-2004, 4 (0)
- Miquel Roqué Farrero "Miki Roqué"
- Juan Antonio Ros Martínez, (, Cartagena, 15 maart 1996), Middenvelder, seizoen 201701-2017, 4 (0)
- Isidro Ros Rios, (, Las Torres de Cotillas, 6 november 1995), Middenvelder, seizoen 201701-2017, 19 (0)
- Jesús Salvador Ruano Cabrera "Suso Ruano", (, Las Palmas de Gran Canaria , 15 juli 1975), Verdediger, seizoen 1999-2000, 25 (1)
- Manuel Alberto Rubio Baño
- Manuel Rueda García
- Aitor Ruibal Garcia, (, Sallent, 22 maart 1996), Aanvaller, seizoen 201805-2018, 6 (0)
- Dani Ruiz, (, Cartagena, 5 januari 1991), Verdediger, seizoen 2012-2014, 15 (1)
- Diego Ruiz, (, Águilas, 9 maart 1996), Verdediger, seizoen 2014-2015, 0 (0)
- Pablo Ruiz Barrero
- Federico Ruiz de Maio "Fede", (, Avellaneda, 9 april 1987), Aanvaller, seizoen 2013-2014, 42 (8)
- Daniel Ruiz García "Dani", (, Alicante, 2 maart 1971), Verdediger, seizoen 2001-2002, 22 (1)
- Juan Antonio Ruiz Guillén "Morros", (, Bullas, 17 september 1995), Verdediger, seizoen 2017-2018, 6 (0)
- Pablo Ruiz Panalés, (, Murcia, 19 juli 1983), Verdediger, seizoen 2004-2005, 2 (0)
- Héctor Ruiz Pérez, (, Cartagena, 28 maart 1981), Verdediger, seizoen 2001-2002, 5 (0)
- Juan Pablo Ruiz Pérez, (, La Puebla del Río, 5 november 1982), Aanvaller, seizoen 2008-2009, 33 (10)

## S
- Juan Carlos Sabater Herrera, (, Cartagena, 28 juni 2006), Verdediger, speler B-ploeg, seizoen 2023-2024, 1 (0)
- Armando Sadiku
- Germán Sáenz de Miera Colmeiro "German", (, Santa Cruz de Tenerife, 25 juli 1990), Aanvaller, seizoen 201701-2017, 19 (2)
- Alejandro Sagarduy Sarriá, (, Erandio, 17 mei 1961-Cartagena, 30 november 2018), Middenvelder, seizoen 1998-1999, 7 (0)
- Carmelo Sánchez Alcaraz, (, Cartagena, 22 februari 2022), Verdediger, seizoen 2024-, Speler B-ploeg, 5 (0)
- Francisco Sánchez Curiel "Curro", (, Coria del Río, 7 juni 1981), Middenvelder, seizoen 2007-2008, 32 (0)
- Mario Sánchez Franco "Mario", (, Murcia, 11 februari 1993), Verdediger, seizoen 2015-2016, 11 (0)
- Francisco Sánchez González, (, Cartagena, 17 juni 1963), Verdediger, seizoen 1995-1998, 25 (0)
- Antonio Jesús Sánchez Guzmán, (, Cartagena, 1 september 1995), Middenvelder, seizoen 2013-2014, 1 (0)
- Antonio Sánchez López, (, Huércal-Overa, 9 juni 2000), Verdediger, speler B-ploeg, seizoen 2022-2023, 1 (0)
- Mariano Sanchez Martinez "Mariano"
- Manuel Sánchez Palomeque, (, Cartagena, 1 januari 1967), Verdediger, seizoen 1998-1999, ? (?)
- Carlos Sánchez Llamas "Carlos", (, Melilla, 27 december 1976), Aanvaller, seizoen 1997-1999, ? (34)
- Rubén Sánchez "Comino", (, La Unión, 7 november 1993), Middenvelder, speler B-ploeg CD El Algar, seizoen 2014-2015, 2 (0)
- Carlos Sánchez Jiménez, (, Palma, 19 april 2001), Verdediger, speler B-ploeg, seizoen 2022-2024, 4 (0)
- Sabino Sánchez Parra, (, Los Santos de Maimona, 14 februari 1978), Verdediger, seizoen 2005-2007, 66 (22)
- Kevin Sánchez Rey, (, Burgos, 20 februari 2005), Aanvaller, seizoen 2025-, 0 (0)
- Nacho Sánchez Romo, (, Las Palmas de Gran Canaria, 11 februari 1993), Aanvaller, seizoen 2025-, 0 (0)
- Luca Sangalli Fuentes, (, San Sebastián, 10 februari 1995), Middenvelder, seizoen 2022-2023, 25 (0)
- Lee Sang-hyeok, (, 19 januari 2000), Middenvelder, seizoen 2022-2023, 1 (0)
- Adrián Sanmartín Ayala, (, Cartagena, 28 juli 2005), Aanvaller, speler B-ploeg, seizoen 2022-2024, 2 (0)
- Juan Carlos Sanromán Elexpuru, (, Vigo, 23 oktober 1971), Middenvelder, seizoen 2000-2003, 90 (0)
- David Santisteban García, (, La Unión, 26 januari 2001), Aanvaller, speler B-ploeg, seizoen 2020-2021, 5 (0) (broer van Iván)
- Iván Santisteban García, (, La Unión, 19 oktober 1994), Verdediger, speler B-ploeg CD El Algar, seizoen 2014-2015, 18 (0) (broer van David)
- Santiago Santos Andrés
- Juan Carlos Sanz Cordón, (, Sabadell, 21 juni 1976), Middenvelder, seizoen 1998-2000, 44 (3)
- Rodrigo Sanz Garro, (, Olite, 29 maart 1993), Aanvaller, seizoen 2019-2020, 10 (0)
- George Daniel Savu
- Michel Vendelino Schmöller
- Antonio Segura, (, Cartagena, 21 april 1994), Verdediger, speler B-ploeg CD El Algar, seizoen 2014-2015, 13 (0)
- Diego Segura Ramirez
- Alberto Serrán Polo, (, Barcelona, 17 juli 1984), Verdediger, seizoen 2005-2006, 4 (0)
- Rubén Serrano Acevedo, (, Puebla de Guzmán, 26 januari 2001), Verdediger, seizoen 2025-, 0 (0)
- Eduardo Serrano Amorós, (, Valencia, 5 november 1972), Verdediger, seizoen 1998-1999, 25 (0)
- Juan José Óscar Siafa Etoha, (, Madrid, 12 september 1997), Aanvaller, speler B-ploeg, seizoen 2019-202001, 3 (0)
- Óscar Sielva Moreno
- Franck Signorino
- Óscar Silva Ceballos, (,, Hannover, 5 mei 1977), Middenvelder, seizoen 2004-2005, 27 (2)
- Gastón Alexis Silva Perdomo
- Juan José Silvestre Cantó "Jito", (, Barcelona, 2 maart 1980), Aanvaller, seizoen 2002-2003, 16 (1)
- Nikola Šipčić
- José Carmelo Socorro Trujillo "Trujillo", (, Las Palmas de Gran Canaria, 17 mei 1965), Doelman, seizoen 1998-2001, 131 (0)
- Arnau Solà Mateu, (, Amposta, 4 april 2003), Verdediger, seizoen 2023-2024, 18 (1)
- Mario Solano Nicolás, (, Cartagena, 2 april 1996), Aanvaller, speler B-ploeg, seizoen 2017-2019, 2 (0)
- Mariano Suárez López, (, Coria del Río, 31 oktober 1970), Middenvelder, seizoen 1998-2001, 53 (2)
- Rodrigo Suárez Peña "Rodri"

## T
- Francisco Javier Tarantino Uriarte
- Cedric Wilfried Teguia Noubi "Cedric", (, , Duala, 1 oktober 2001), Aanvaller, seizoen 2024-202502, 23 (2)
- Sergio Tejera
- Teodoro José Tirado García "Teo", (, Madrid, 16 juli 1985), Aanvaller, seizoen 2006-2007, 24 (1)
- Philippe Dominique Toledo, (, Avignon, 18 december 1983), Aanvaller, seizoen 2007-2008, 33 (3)
- Antonio Tomillo Expósito, (, Badajoz, 10 juni 1983), Verdediger, seizoen 2005-2006, 1 (0)
- Manuel Torres Caturla "Manu Torres"
- Pau Torres Riba
- Juan Torres Ruiz "Cala"

## U
- Cristian Urbistondo Lopez "Txiki"
- Óscar Ureña García
- Urko
- Iker Urraka Oliveira, (, Logroño, 26 juni 1979), Middenvelder, seizoen 2001-2002, 27 (0)

## V
- Agustín Vacas Alonso, (, Barcelona, 18 november 1972), Middenvelder, seizoen 2001-2002, 30 (1)
- Borja Valle Balonga
- Gastón Joaquín Valles Velázquez, (, Montevideo, 10 mei 2001), Aanvaller, seizoen 2024-2025, 25 (3)
- Pablo Vázquez Pérez, (, Gandia, 7 oktober 1994), Verdediger, seizoen 2021-2023, 58 (4)
- Javier Vera López, (, Murcia, 1 januari 1997), Middenvelder, speler B-ploeg, seizoen 2019-2020, 2 (0)
- José Verdú Nicolás "Toché"
- José Luis Vergara Serón, (, Málaga, 9 juni 1984), Middenvelder, seizoen 2006-2007, 1 (0)
- Marcelo Andrés Verón, (, Buenos Aires, 8 januari 1978), Aanvaller, seizoen 2002-2003, 23 (8)
- Manuel Viana Martínez, (, Villar del Arzobispo, 17 juni 1995), Aanvaller, seizoen 2019-2020, 13 (1)
- Jon Xabier Vidal Alonso "Jonxa", (, Leioa, 20 juli 1991), Middenvelder, seizoen 2015-201602, 14 (1)
- José Antonio Villanueva Muñoz, (, Cartagena, 16 augustus 1985), Aanvaller, seizoen 2002-2003, 2 (0)
- Jose Manuel Vivancos Garcia, (, Cartagena, 1 oktober 1999), Aanvaller, seizoen 2022-202301, speler B-ploeg, 2 (0)
- Juan Ubaldo Viyuela Callejo, (, Aranda de Duero, 17 januari 1981), Middenvelder, seizoen 2008-2009, 31 (3)
- Andrija Vukčević

## Y
- José Esteban Yepes Berruezo, (, Cartagena, 13 juni 1972), Doelman, seizoen 1989-1990, 1996-1997 en 2002-2005, 26 (0) en Trainer Doelmannen 2012-2018
- Héctor Yuste Cantón

## Z
- Miguel Zabaco Tomé "Michel", (, Burgos, 6 februari 1989), Verdediger, seizoen 2016-2018, 75 (3)
- José Luis Zalazar Martínez "Kuki Zalazar", ( , Montevideo, 5 mei 1998), Aanvaller, seizoen 2017-2018, 27 (1)
- Juan Antonio Zamora Zambu, (, Murcia, 3 mei 1983), Verdediger, seizoen 2002-2003, 15 (0)
- Maximiliano Óscar Zanello, (, Buenos Aires, 20 februari 1972), Aanvaller, seizoen 2003-2004, 15 (0)
- Eladio Zorrilla Jiménez "Elady"